# Theope comosa
Theope comosa är en fjärilsart som beskrevs av Hans Ferdinand Emil Julius Stichel 1911. Theope comosa ingår i släktet Theope och familjen Riodinidae. Inga underarter finns listade i Catalogue of Life.